# Vanderhorstia delagoae
Vanderhorstia delagoae és una espècie de peix de la família dels gòbids i de l'ordre dels perciformes.

## Morfologia
- Els mascles poden assolir 7,5 cm de longitud total.[4][5]

## Hàbitat
És un peix marí, de clima tropical i associat als esculls de corall.

## Distribució geogràfica
Es troba des del Mar Roig fins a Moçambic, el sud de Madagascar, les Seychelles i Reunió.

## Observacions
És inofensiu per als humans.